# Zwartstaartbladkrabber
De zwartstaartbladkrabber (Sclerurus caudacutus) is een zangvogel uit de familie Furnariidae (ovenvogels).

## Verspreiding en leefgebied
Deze soort komt voor in het Amazonegebied en in het oosten van Brazilië en telt zes ondersoorten:
- S. c. caudacutus: de Guyana's.
- S. c. insignis: zuidelijk Venezuela en noordelijk Brazilië.
- S. c. brunneus: zuidoostelijk Colombia, westelijk Brazilië en oostelijk Peru.
- S. c. pallidus: het noordelijke deel van Centraal-Brazilië bezuiden de Amazonerivier.
- S. c. umbretta: zuidelijke Amazonegebied Brazilië.
- S. c. caligineus: oostelijk Brazilië.

## Status
De grootte van de populatie is niet gekwantificeerd maar de soort wordt omschreven als schaars tot vrij algemeen. Op de Rode lijst van de IUCN heeft deze soort de status niet bedreigd.